# Edward Stanley (15e comte de Derby)
Edward Henry Stanley, 15e comte de Derby, né le 21 juillet 1826 et mort le 21 avril 1893 à Knowsley,  est un homme d'État britannique. Il exerce les fonctions de secrétaire d'État aux Affaires étrangères à deux reprises, de 1866 à 1868 et de 1874 à 1878, et également à deux reprises en tant que secrétaire aux Colonies en 1858 et de 1882 à 1885. 

## Éducation
Il est le fils d'Edward Smith-Stanley (14e comte de Derby), qui dirige le parti conservateur de 1846 à 1868 et est premier ministre à trois reprises, et d'Emma Caroline Bootle-Wilbraham, fille d'Edward Bootle-Wilbraham. Il est le frère aîné de Frederick Arthur Stanley, 16e comte de Derby. Les Stanley sont l'une des plus riches familles propriétaires terriens d'Angleterre. Lord Stanley, comme il est appelé avant d'hériter du comté, fait ses études au Collège d'Eton, à Rugby School et au Trinity College, à Cambridge, où il termine premier en classiques et devient membre de la société connue sous le nom de Cambridge Apostles . 

## Carrière politique
En mars 1848, il se présente sans succès dans l'arrondissement de Lancastre, puis fait une longue tournée dans les Antilles, au Canada et aux États-Unis. Durant son absence, il est élu député de King's Lynn, qu'il représente jusqu'en octobre 1869, date à laquelle il accède à la pairie. Il siège avec les conservateurs et prononce son premier discours en mai 1850 sur les droits du sucre. Juste avant, il fait une très brève tournée en Jamaïque et en Amérique du Sud. En 1852, il se rend en Inde où il est nommé sous-secrétaire aux affaires étrangères de le premier gouvernement de son père. Le 11 mars 1853, il est nommé capitaine dans la 3e Royal Lancashire Militia. 
Dès le début de sa carrière, il est réputé pour sa sympathie politique envers les libéraux plutôt que les conservateurs et, en 1855, Lord Palmerston lui propose le poste de secrétaire d'État aux colonies. La proposition le tente beaucoup et il se précipite vers Knowsley pour consulter son père, et l'offre est refusée. Le 13 mai 1856, il est nommé à la Commission royale sur l'achat de commissions dans l'armée britannique. Dans la seconde administration de son père, Lord Stanley occupe d'abord le poste de secrétaire d'État aux colonies (1858), mais devient président du conseil de contrôle à la suite de la démission de Lord Ellenborough. Devenu le premier secrétaire d’État pour l’Inde, il est chargé du projet de loi sur l'Inde de 1858 à la Chambre des communes et laisse au Bureau des affaires indiennes une excellente réputation d’homme d’affaires. 
Après la révolution en Grèce et la fuite du roi Othon, le deuxième fils de la reine Victoria, le prince Alfred, est choisi par le peuple grec comme roi. Après avoir refusé, il a l’idée d’élire un grand et riche noble anglais, dans l’espoir déclaré que même s’ils devaient lui offrir une liste civile, il refuserait de la recevoir. Lord Stanley est le candidat préféré. Cependant, malgré des informations contraires, il n’a en fait jamais été officiellement candidat à la couronne. 

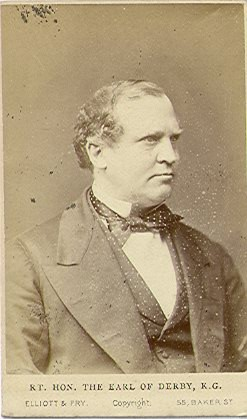
Le comte de Derby

### Ministre des Affaires étrangères 1866-68
Après la chute du gouvernement Russell en 1866, il devient secrétaire d'État aux Affaires étrangères dans le troisième gouvernement de son père. Il compare sa conduite dans ce grand poste à celle d'un homme flottant sur une rivière et tenant à distance de son bateau, autant qu'il le pouvait, les divers obstacles rencontrés. Il énonce la politique de Splendide isolement en 1866. 
Il organise la garantie collective de la neutralité du Luxembourg en 1867, susceptible de constituer un théâtre de guerre avec un conflit toujours plus probable entre la France et la Prusse. Il négocie également une convention avec les États-Unis sur le CSS Alabama, qui n'a toutefois pas été ratifiée, et refuse de prendre part aux troubles en Crète. 

### Ministre des Affaires étrangères 1874-78
En 1874, il redevient ministre des Affaires étrangères du gouvernement de Disraeli. En 1875, l’acquisition des parts de contrôle de la société du canal de Suez a lieu. Par des négociations, la Russie renonce à des gains substantiels dans les Balkans et à une présence en Méditerranée. La Grande-Bretagne obtient le contrôle de Chypre auprès des Ottomans en tant que base navale couvrant la Méditerranée orientale. En échange, la Grande-Bretagne garantit les territoires asiatiques de l'empire ottoman. La Grande-Bretagne n'a pas de succès dans les conflits en Afghanistan et en Afrique du Sud. 
Derby acquiesce à l’achat par Disraeli des actions du canal de Suez, une mesure alors considérée comme dangereuse par de nombreuses personnes mais qui est finalement couronnée de succès. Il accepte la note Andrassy, mais refuse d'adhérer au mémorandum de Berlin. La conduite de Derby pendant la crise orientale reste mystérieuse pour nombre de ses contemporains et par la suite. L'espoir de Derby de réaliser la paix avec la Russie l'a amené (avec son épouse) à partager les secrets du Cabinet avec l'ambassadeur de Russie, Piotr Chouvalov, dans l'espoir d'éviter la guerre avec la Russie. Robert Blake déclare que « Derby doit sûrement être le seul ministre des Affaires étrangères de l'histoire britannique à révéler les secrets les plus secrets du Cabinet à l'ambassadeur d'une puissance étrangère afin de contrecarrer les intentions présumées de son propre Premier ministre. » Derby démissionne en janvier 1878 lorsque le gouvernement décide d'envoyer la flotte britannique par les Dardanelles, mais lorsque cette action se révèle bientôt inutile, Derby est autorisé à retirer sa démission. Cependant, il démissionne de nouveau finalement la même année, lorsque le Cabinet décide d'appeler la réserve. 
En octobre 1879, il est suffisamment clair qu'il s'est associé au parti libéral, mais ce n'est qu'en mars 1880 qu'il annonce publiquement ce changement d'allégeance. Au début, il ne prend pas ses fonctions dans le second gouvernement de Gladstone, mais il devient secrétaire des colonies en décembre 1882, poste qu'il occupe jusqu'à la chute de ce gouvernement à l'été de 1885. En 1886, le parti libéral se sépare. Devenu libéral unioniste, Lord Derby prend une part active à la direction générale de ce parti, qu'il dirige à la Chambre des Lords jusqu'en 1891, date à laquelle Lord Hartington devient duc de Devonshire. En 1892, il préside la Commission du travail. 
Il préside le premier jour du Congrès des coopératives de 1881. 

## Vie privée
Lord Derby épouse Lady Mary, fille de George Sackville-West et veuve de James Gascoyne-Cecil, en 1870. Ils n'ont pas d'enfants. La santé de Derby ne s’est jamais rétablie d’une crise grippale qu’il a eue en 1891 et il meurt à Knowsley le 21 avril 1893, à l’âge de 66 ans. Son frère cadet, Frédéric, lui succède comme comte. Lady Derby est décédée en décembre 1900. 